# Puerto Madero

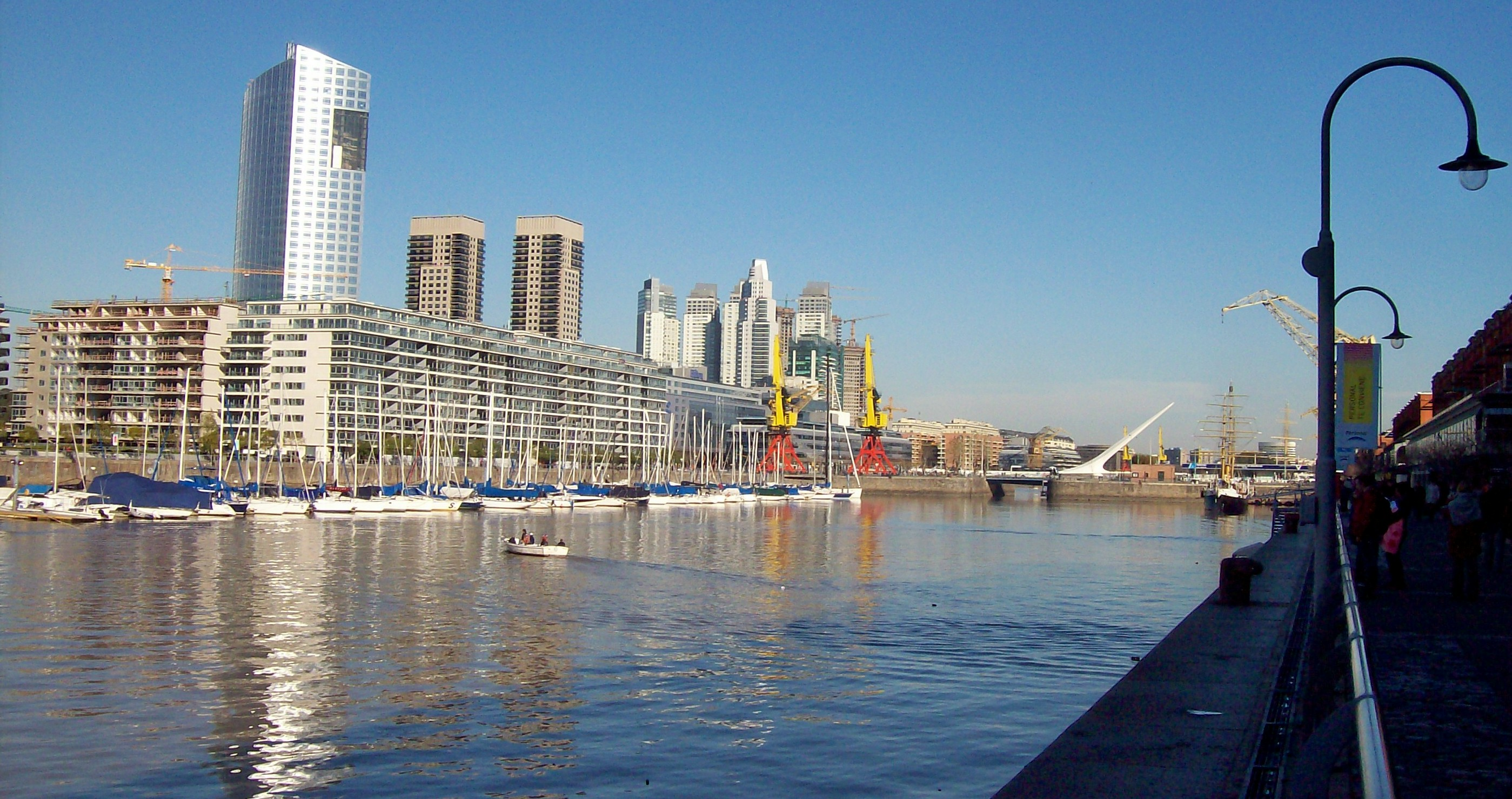
Puerto Madero

Puerto Madero este un cartier în orașul Buenos Aires, Argentina. În 2010 avea o populație totală de 6.629 locuitori.